# Marcel Sabou
Marcel Sabou (Timișoara, 22 agosto 1965 – Gijón, 9 giugno 2025) è stato un calciatore rumeno, di ruolo centrocampista.

## Biografia

### Morte
Sabou è morto nel 2025 per SLA.